# ФК „Енергетик“
„Енергетик“ е български футболен отбор от гр. Перник.
Основан е през 1967 г. През 1997/98 г. достига до шестнайсетинафинал за купата на страната, като на 1/32-финала отстранява Шумен, но после среща другия пернишки отбор Миньор и отпада с 0:3. През същия сезон участва в Югозападната В група, където завършва на 12 място. На следващата година обаче отпада и оттогава играе в А ОФГ-Перник.

## Успехи
- Шестнайсетинафиналист за купата на страната през 1997/98 г.
- Петкратен работнически шампион на България през 1985, 1997, 1999, 2000, 2001 г.
- Световен Работнически шампион 2005
- Международен фестивал по мини футбол шампион 2009

## Известни футболисти
- Митко Димитров
- Мартин Христов
- Иван Мариянов
- Иво Виячки
- Живко Стоилков
- Йордан Чупев
- Роман Денчев
- Чавдар Димитров
- Юлиан Георгиев
- Венцислав Ставрев
- Владислав Янев

## Треньори
- Васил Кукушев (Чичото)
- Стойо Симеонов Стоев